# Comitato di Belovár-Kőrös
Il comitato di Belovár-Kőrös (in ungherese Belovár-Kőrös vármegye, in croato Bjelovarsko-križevačka županija) è stato un antico comitato del Regno d'Ungheria situato nell'odierna Croazia settentrionale. Il comitato apparteneva al regno autonomo di Croazia e Slavonia; suo capoluogo era la città di Belovár, oggi nota col nome croato di Bjelovar.

## Geografia fisica
Il comitato di Belovár-Kőrös confinava con gli altri comitati di Somogy, Verőce, Pozsega, Zagabria e Varasdino (gli ultimi quattro parte della Croazia-Slavonia). Il territorio del comitato era delimitato a nordest dal fiume Drava.

## Storia
In seguito alla prima guerra mondiale il comitato fu sciolto e col Trattato del Trianon (1920) passò al Regno dei Serbi, Croati e Sloveni (poi trasformatosi in Regno di Jugoslavia). Dal 1991, anno dell'indipendenza dalla Jugoslavia, il territorio dell'antico comitato appartiene alla Croazia e corrisponde alle contee di Bjelovar-Bilogora e Koprivnica-Križevci.